# كريستال سيلفا
كريستال سيلفا (بالإسبانية: Kristal Silva Dávila)‏ هي متسابقة ملكة الجمال وعارضة مكسيكية، ولدت في 26 ديسمبر 1991 في سيوداد فيكتوريا في المكسيك.